# Leskea cyrtophylla
Leskea cyrtophylla là một loài Rêu trong họ Leskeaceae. Loài này được Kindb. mô tả khoa học đầu tiên năm 1892.